# Herb gminy Karczmiska
Herb gminy Karczmiska – jeden z symboli gminy Karczmiska, autorstwa Henryka Seroki i Pawła Dudzińskiego, ustanowiony w 2000.

## Wygląd i symbolika
Herb przedstawia na tarczy w polu błękitnym en face postać świętego Wawrzyńca, patrona kościoła parafialnego w Karczmiskach, w białej albie i czerwonej dalmatyce ze złotymi pasami, z takimż nimbem wokół głowy, z rusztem złotym w prawej, wyciągniętej ręce oraz palmą zieloną w opuszczonej lewej. Na stopach brązowe buty, takież włosy, czubek głowy wygolony. Przedmioty w rękach świętego są jego atrybutami: ruszt to krata, na której był męczony, a gałązka palmy stanowi symbol męczeńskiej śmierci.